# Science-Fiction-Jahr 1823
Übersicht

◄◄ | ◄ | 1819 | 1820 | 1821 | 1822 | Science-Fiction-Jahr 1823 | 1824 | 1825 | 1826 | 1827 | ► | ►►

Weitere Ereignisse

## Geboren
- Eugène Mouton († 1902)